# Trimurti
Trimurti hay Tam thần Ấn giáo, gọi ngắn gọn là Tam thần là ba vị thần tối cao trong Ấn Độ giáo bao gồm Brahma (Phạm Thiên) là đấng tạo hóa, Vishnu (Tỳ Thấp Nô) là đấng bảo hộ, còn Shiva (Thấp Bà) là đấng hủy diệt. Cả ba tạo thành bộ Tam thần, thường được gọi là "Brahma-Vishnu-Maheshwara." Họ là những dạng khác nhau của một người được gọi là Đấng Tối cao hay Svayam Thế Tôn / Thần Krishna / Parabrahman. Phối ngẫu của ba vị thần gồm ba nữ thần: Saraswati, Lakshmi và Parvati gọi là Tridevi (Tam nữ thần), được coi là phiên bản nữ của Tam thần Ấn giáo và cùng với Trimuti được tôn kính trên tất cả các vị thần khác.

## Tiến hóa

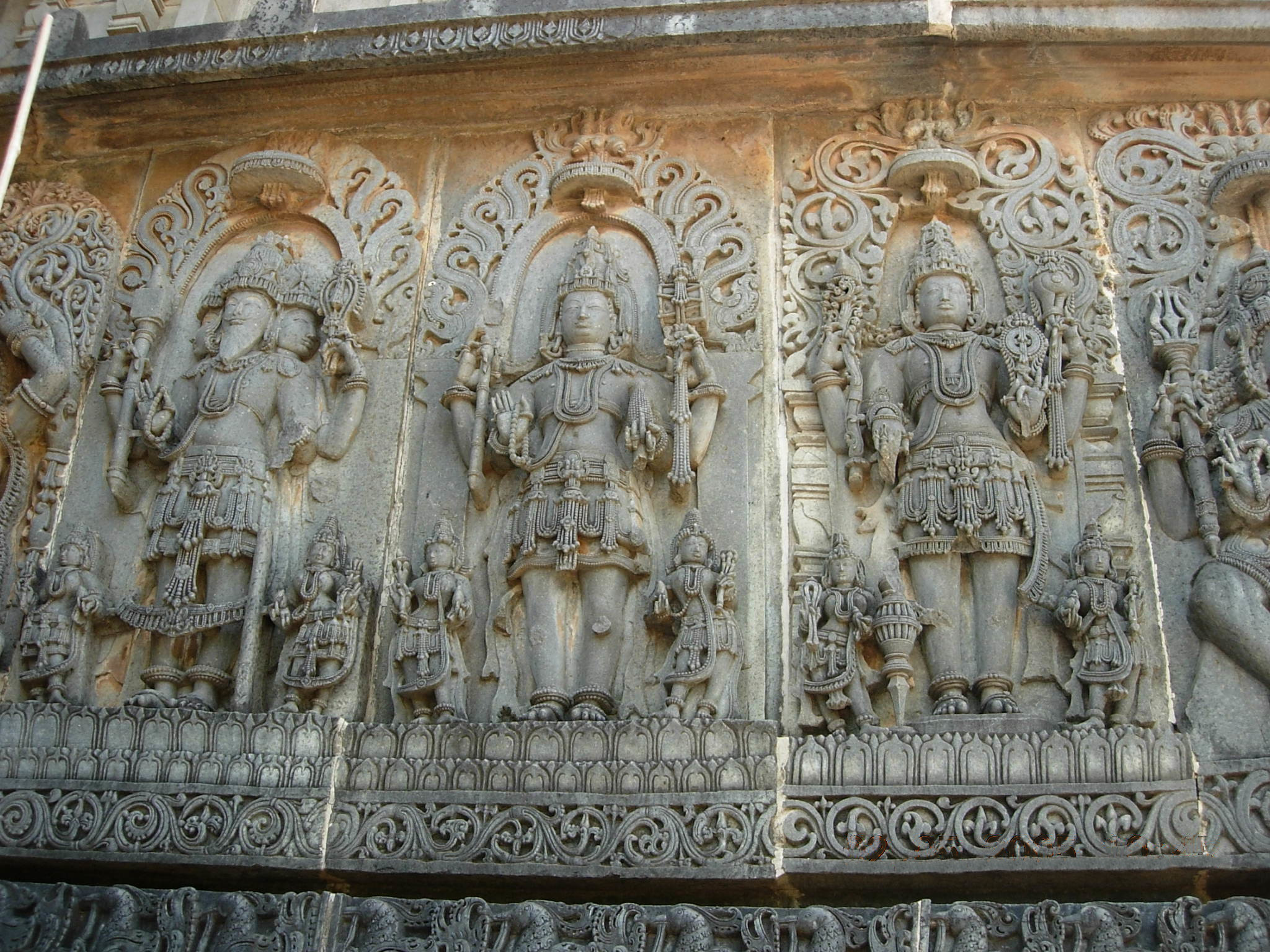
Tượng 3 thần Trimurti tại đền thờ Hoysaleswara ở Halebidu.

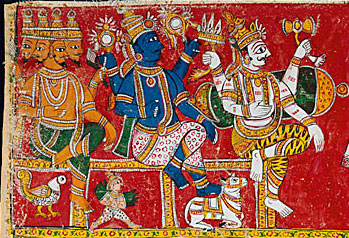
Trimurti

Giai đoạn lịch sử Puranic cho thấy sự trỗi dậy của tôn giáo sau Vệ đà và sự tiến hóa của những gì RC Majumdar gọi là "tổng hợp Ấn Độ giáo".
Giai đoạn này không có tính đồng nhất, và bao gồm Bà La Môn giáo chính thống trong các hình thức tàn dư của truyền thống đức tin Vệ đà cũ, cùng với các tôn giáo phái khác nhau, đặc biệt là Shaivism, Vaishnavism, và Shaktism nằm trong các tôn giáo chính thống nhưng vẫn hình thành các đặc điểm khác biệt. Một trong những đặc điểm quan trọng của giai đoạn này là một tinh thần hòa hợp giữa tôn giáo chính thống và các hình thức giáo phái khác. Về tinh thần hòa hợp của các tôn giáo, RC Majumdar nói rằng:

## Brahma
Thần Brahma theo thần thoại Hindu là đấng sáng tạo và lèo lái vũ trụ. Brahma là cha của các thần và của loài người. Trong ý tưởng xưa của người Ấn Độ, thần này cùng với các thần Vishnu, Shiva hợp thành bộ ba gọi là Trimurti. Vishnu và Shiva là hai thế lực đối nghịch nhau, còn Brahma là một thế lực cân bằng.
Brahma còn là một sự nhân hóa của Brahman (Đại ngã). Ban đầu từ này được dùng để chỉ quyền năng thiêng liêng trong một buổi lễ hiến tế, nhưng sau đó nó được dùng để chỉ quyền năng được gọi là "Tuyệt đối" đằng sau mọi sự sáng tạo.
Trong khi thiền quán, thần Brahma đã tạo ra tất cả mọi yếu tố vật chất của vũ trụ và các khái niệm giúp cho loài người hiểu được các yếu tố đó. Cứ mỗi ngày, trong cuộc đời Brahma, vũ trụ lại một lần được sáng tạo, rồi lại bị hút đi mỗi đêm. Trong mỗi chu kỳ này có bốn giai đoạn nối tiếp, hay Yuga, bắt đầu bằng Krita Yuga, hay giai đoạn vàng son và kết thúc với Kali Yuga, tức là giai đoạn đầy xung đột và tuyệt vọng.
Theo một câu truyện thần thoại, Brahma tạo ra nữ thần Satarupa kiều diễm từ chính cơ thể mình. Nàng ta đáng yêu đến nỗi Brahma không ngớt đăm đăm nhìn nàng và mỗi khi nàng nhích qua một bên để tránh cái nhìn của ông thì Brahma lại mọc ra thêm một cái đầu mới để có thể tiếp tục nhìn nàng. Cuối cùng Brahma vượt qua sự e lệ của nàng và cầu hôn với Satarupa. Họ lui về sống một nơi bí mật trong 100 năm thiên giới, cuối cùng thì Manu, con người đầu tiên đã được sinh ra.
Một thần thoại khác về sự sáng thế nói rằng vào lúc khởi nguyên, vũ trụ chìm trong bóng tối. Sau cùng một hạt giống bồng bềnh trên mặt biển vũ trụ đã tạo nên một cái trứng đẹp đẽ, sáng ngời. Theo các tư liệu thiêng liêng có tên là "Luật Manu" thì "Đấng tối cao nằm trong trứng suốt một năm rồi tự dùng sức mình để tách cái trứng ra làm đôi"." Ngài dùng một nửa để làm nên bầu trời hay thiên cung còn nửa kia thì tạo ra quả đất hay thế giới vật chất, ngài xếp vào giữa hai phân nửa quả trứng này nào là không khí, nào là tám hướng chính và trú xử muôn đời của nước". Từ nơi chính mình ngài lấy ra phần Hồn, trong đó hàm chứa cái thực thể và phi thực thể, rồi từ Hồn mà sinh ra sự ý niệm về bản ngã vốn là sự ý thức về bản thể của mình và là điều quan trọng nhất. Cái trứng cuối cùng để lộ ra thần Brahma, vị thần này tự tách mình ra làm hai người, một nam một nữ. Sau đó, hai thực thể này tạo ta toàn bộ thần còn lại của thế gian. Một lời kể khác về truyện thần thoại này nói rằng thần Brahma đã từ quả trứng mà ra dưới dạng một thực thể nguyên thủy mang tên là Purusha. Thực thể này có 1000 chân, 1000 tay, 1000 mắt, 1000 mặt và 1000 đầu. Để cho vũ trụ xuất hiện, thần đã tự lấy thân mình làm vật hiến tế. Từ cửa miệng ngài sinh ra loài người và thần linh, từ hố nách sinh ra bốn mùa, từ chân sinh ra đất và từ mắt ngài sinh ra mặt Trời.
Thần Brahma đôi khi cũng có tên là Narayana, hay "Người từ dưới nước hiện lên". Trong hình thức này, thần được xem như đang nằm trên một chiếc lá nổi trên mặt nước nguyên thủy, miệng ngậm ngón chân - biểu tượng của sự trường cửu.
Việc thờ cúng Brahma có lẽ đã đạt đến đỉnh điểm vào các thế kỷ đầu tiên của thiên niên kỷ thứ nhất sau CN. Tuy nhiên, thần này thường được xem là ít quan trọng hơn các thần Vishnu và Shiva. Ngày nay chỉ có duy nhất một đền thờ dành cho thần này trên toàn cõi Ấn Độ.
Sự mất đi tính chất tối cao của thần Brahma được giải thích trong một câu truyện thần thoại nói về nguồn gốc của thần Shiva. Theo truyện này, một ngày kia Brahma và Vishnu đang tranh luận xem ai trong họ là người có quyền năng nhất. Cuộc cãi cọ đang hồi sôi nổi nhất thì từ dưới đại dương của vũ trụ trồi lên một lingam (sinh thực khí nam) - vật biểu trưng có hình dương vật của thần Shiva - thật lớn, xung quanh là một vòng lửa, khi Brahma và Vishnu đang xem xét cái lingam thì nó nổ tung ra. Hai thần này nhìn thấy trong ấy là vị thần Shiva sáng tạo tối cao và họ phải tuân phục quyền uy của thần này.
Thần Brahma thường được thể hiện với bốn đầu và bốn tay, mỗi tay cầm một cuốn kinh Vệ Đà, thánh điển của người Ấn Độ cổ đại. Các vật biểu trưng khác của thần gồm một chai đựng nước sông Hằng và một vòng hoa hồng. Thần cưỡi trên một con ngỗng hay con thiên nga có tên Hamsa. Vợ của Brahma là người đẹp Sarasvati, nữ thần của học vấn và là thần đỡ đầu của nghệ thuật, khoa học và ngôn từ.

## Vishnu
Thần Vishnu là một trong các vị thần quan trọng nhất của đạo Hindu và là vị thần được thờ cúng rộng rãi nhất. Vishnu cùng với Shiva và Brahma tạo nên bộ ba các vị thần lớn, gọi là Tam vị. Là thần bảo vệ vũ trụ, Vishnu là vị thần uy phong đôi khi dữ tợn. Nhưng nói chung ông là vị thần tử tế và ít gây khiếp sợ hơn thần Shiva nhiều. Những người thờ thần Vishnu, gọi là những "Vaishnava", xem ông là vị thần tối cao. Một trong vô số những tính ngữ của ông là "Thần tối cao". Brahma khái niệm về sự "Tuyệt đối" hay "Thực thể tối cao" của người Hindu, đôi khi được mô tả là Vishnu.
Theo một truyền thuyết, một hoa sen từ lỗ rốn thần Vishnu mọc ra trên một cuống dài do Vayu, vị thần gió đầy sức mạnh nắm giữ. Ngồi giữa hoa sen ấy là Brahman, vị thần bắt đầu công việc sáng tạo liền sau đó.
Chức năng chính của Vishnu là đảm bảo sự chiến thắng của điều thiện đối với cái ác. Trong thánh ca cổ Rig-Veda của người Hindu, Vishnu chỉ là một vị thần nhỏ. Có vẻ như ông xuất thân là một vị thần mặt trời và trong hiện thân mặt trời, ông có thể bước ngang qua vũ trụ chỉ trong ba bước, một cử chỉ có lẽ để biểu trưng cho việc đo đạc vũ trụ của thần, để biến nơi này thành chỗ ở cho các vị thần và cho con người. Về sau Vishnu dần dần được gắn với các nhân vật khác, gồm một con cá, rồi một chú lùn, sự liên kết này làm nảy sinh khái niệm về các hóa thân hay Avatar của thần Vishnu. Vishnu hiện ra dưới các lốt khác nhau để đánh dẹp loài quỷ và phục hồi trật tự thiêng liêng mỗi khi các vị thần bị đe dọa. Hai hóa thân quan trọng nhất của Vishnu là người anh hùng Rama và vị thần Krishna. Trong đạo Hindu, Đức Phật Thích-ca Mâu-ni cũng được xem là một hóa thân của vị thần vĩ đại này.
Trong hóa thân làm con cá Matsya, Vishnu đã cứu Manu, con người đầu tiên, thoát khỏi một trận lụt lớn. Truyện kể rằng Manu tìm thấy một con cá nhỏ, con cá năn nỉ anh ta cứu nó khỏi bị một con cá lớn ăn thịt. Manu đem con cá về nhà nuôi trong vại nước. Chẳng bao lâu, con cá trở nên quá lớn đối với cái vại, chàng đem bỏ nó xuống ao. Nhưng Matsya rồi cũng trở nên quá lớn với cái ao nên Manu phải trả nó về biển. Khi Manu thả con cá xuống nước, Matsya quay lại báo cho chàng biết là sắp có một trận lụt lớn, nhấn chìm cả thế giới. Nó khuyên chàng đóng một chiếc thuyền. Khi trận lụt xảy ra, Manu đã tá túc trên chiếc thuyền của mình. Chiếc thuyền bị sóng to gió lớn vùi dập, Matsya lại hiện lên, lần này là con cá khổng lồ. Matsya dắt chiếc thuyền đi trong suốt nhiều năm cho đến khi tới núi Hemavat, đỉnh ngọn núi này chưa bị nước ngập. Manu buộc thuyền vào núi để còn cho hết lụt. Matsya khi ấy nói rõ rằng mình thực ra là thần Vishnu và ông đã cứu Manu để cho thế giới này lại có người ở.
Trong hóa thân làm chú lùn Vamana, Vishnu đã cứu cả thế giới khỏi tay quỷ Bali. Chú lùn xin quỷ Bali cho chú một miếng đất chỉ vừa ba bước của chú thôi. Ngay khi quỷ Bali vừa đồng ý thỉnh cầu của mình, chú lùn Vamana liền biến thành một gã khổng lồ. Chỉ với hai bước, gã đã bước qua toàn thế giới, rồi giao lại cho các vị thần. Sau đó, gã lại gặp con quỷ đòi bước tiếp bước thứ ba như đã hứa. Không còn gì để giao nữa, quỷ Bali bèn lấy cái đầu của nó để thay thế. Thấy quỷ có hành động trung thực, thần Vishnu bèn ban cho nó quyền cai trị âm cung.
Trong khoảng thời gian giữa các đợt sáng tạo của thần Brahma, người ta nói rằng thần Vishnu nằm ngủ trong biển vũ trụ, trên mình con rắn nhiều đầu Ananta hay Sesha. Trong lúc ngủ, Vishnu từ từ biến thành một hóa thân khác sẽ xuất hiện trong chu kỳ sáng tạo sau đó.
Vishnu thường được mô tả như một chàng trai tuấn tú, màu xanh cam và có bốn tay. Các vật biểu trưng của thần gồm một cây thùy liên quan với sức mạnh kiến thức, một vỏ ốc tù liên quan với nguồn gốc sự sống, một bánh xe liên quan với các quyền năng sáng tạo và hủy diệt, hoa sen liên quan với mặt trời, với cây đời sống từ lỗ rốn thần Vishnu mọc ra - vật cưỡi của thần là con chim huyền thoại Garuda.
Thần Vishnu cũng được xem như cây cột vũ trụ chống đỡ bầu trời. Vợ ông là Lakshmi, nữ thần của sự giàu có và may mắn.

## Shiva
Thần Shiva là một trong các vị thần chính của Ấn giáo. Thần này được cho là xuất thân từ Rudra, một vị thần nhỏ được thấy trong Rig- Veda, bộ tập hợp thánh ca xưa của người Aryan có niên đại từ năm 1500 đến 900 trước CN. Dường như tầm vóc của vị thần này đã lớn dần lên sau khi hấp thụ một số tinh chất của một vị thần phì nhiêu ngày cưa đôi lúc được gọi là "tiền Shiva". Các hiện thân của thần này, ngồi trong tư thế một Yogi và có liên quan với súc vật, cây cối, được cho là do ảnh hưởng của nền văn hóa sông Ấn vốn có niên đại từ trước năm 1500 trước CN.
Shiva có thể là vị thần tử tế và che chở nhưng cũng là vị thần đáng sợ, có mặt ở các chiến trường và giàn hỏa táng. Ông cũng được thể hiện cổ đeo một vòng đầu lâu. Là thần sáng tạo, Shiva cũng là vị thần thời gian do đó là vị thần hủy diệt, Shiva là vị thần của sự phì nhiêu, sinh sản nhưng ông cũng là một tu sĩ khổ hạnh đã chế ngự được các dục vọng của mình để sống trên ngọn Kailasa của dãy Himalaya, đắm chìm trong thiền định để duy trì sự tồn tại của thế giới.
Mặc dù Shiva đem lại chết chóc nhưng thần này cũng chinh phục cái chết cùng bệnh tật và được cầu khấn mỗi khi chữa bệnh. Đôi khi thần được mô tả như một con người nửa đàn ông, nửa đàn bà. Các phẩm chất và thuộc tính mâu thuẫn được thấy trong vị thần này để biểu trưng cho một vị thần mà ở trong ông mọi sự đối kháng đều được hòa giải. Cả đến cả cái tên của ông, vốn có nghĩa là "Điềm lành" cũng nhằm mục đích hòa giải và làm dịu đi khía cạnh hắc ám trong tính cách đã khiến ông phải mang cái tên "kẻ hủy diệt".
Dưới dạng Nataraja, Shiva là "vua vũ điệu" và thường được miêu tả trong điệu bộ này.
Ông nhảy múa để sáng tạo ra thế giới, nhưng mỗi khi ông mỏi mệt rơi vào bất động thì vũ trụ lại trở nên hỗn loạn, do đó theo sau giai đoạn sáng tạo là sự hủy diệt. Một tích truyện thần thoại về Shiva dưới dạng Nataraja liên quan đến 10.000 Rishi hay nhà tiên tri. Shiva đến thăm các Rishi chỉ nguyền rủa Shiva và khi nguyền rủa không hiệu quả, họ bèn thả ra một con hổ dữ để xé xác Shiva. Vị thần vĩ đại dễ dàng dùng móng tay lột lấy tấm da con cọp và choàng lên cổ mình làm tấm khăn choàng. Các Rishi lại làm một con rắn độc tấn công Shiva và vị thần này chỉ đeo nó lên cổ mình như một vòng hoa. Cuối cùng, họ cho một gã lùn hung tợn vác gậy tày ra tấn công vị thần, Shiva đáp lại bằng cách đặt chân lên gã lùn mà nhảy múa. Các Rishi sững sờ đứng nhìn vũ điệu tuyệt vời. Cả các cung trời cũng mở ra để cho chư thần có thể nhìn thấy vũ điệu lạ lùng. Cuối cùng các Rishi không thể cưỡng lại nổi trước thần Shiva đang nhảy múa và họ cùng phủ phục dưới chân ngài.
Vật bầu trời chính của thần Shiva là "lingam", một khối đá có hình bộ phận sinh dục nam. Một truyện thần thoại kể rằng thần Shiva đến thăm một rừng thông, tại đó có một số hiền nhân đang tu thiền. Các hiền nhân này không nhận ra Shiva mà tưởng đây là một anh chàng đến ve vãn vợ mình nên họ làm cho dương vật của Shiva mất đi. Tức thời, thế giới chìm trong tăm tối và các hiền nhân cũng không còn nam tính nữa. Cuối cùng họ phải cúng lễ vật cho thần Shiva và thế giới trở lại bình thường.
Shiva thường được thể hiện với bốn cánh tay và một con mắt thứ ba, con mắt nội quán, ở giữa trán. Ông thường đeo một con rắn trên cổ làm chiếc vòng, một con nữa ở ngang hông và nhiều con quấn quanh cánh tay. Ông cũng có khi được mô tả mình lấm đầy tro để tượng trưng cho sự tu hành khổ hạnh của ông, cổ họng ông có tên là Nilakantha, hay "cổ họng xanh" do vai trò quan trọng của ông trong công việc khuấy đảo đại dương.
Theo một chuyển kể dân gian, trong cuộc khuấy đảo này, các vị thần đã dùng con rắn lớn là Vasuki làm sợi dây thừng xoay tròn ngọn núi Mandara và khuấy đảo đại dương vũ trụ để tạo ra nước cam lộ, thứ thuốc trường sinh bất tử. Tuy nhiên con rắn quá mệt nên cuối cùng đã phun nọc độc ra, đe dọa tiêu diệt cả muôn loài. Shiva bèn đến tiếp cứu, ông dùng miệng mình hút hết nọc độc của con rắn, cho nên cổ họng ông bị thâm tím.
Shiva là cha của vị thần đầu voi Ganesha và của chiến thần Karttikeya. Vật cưỡi của ông là con bò mộng Nandi. Vợ ông hay Shakti (năng lượng nữ) của ông có tên là Parvati trong hình thái dịu dàng của bà. Các hình thái khác của bà này là Uma duyên dáng, Bhairavi hung tợn, Ambika tạo sinh, Sati hiền thục, Gauri sáng chói, Kali hắc nương, Durga bí hiểm.
Một truyền thuyết kể lại chuyện Shiva có thêm con mắt thứ ba là do một đùa nghịch ngợm của Parvati. Trong lúc Shiva đang tham thiền trên ngọn Kailasa, Parvati rón rén đến đằng sau ông đưa tay bịt mắt ông lại. Tức thì mặt trời mất sáng và mọi sinh vật đều run rẩy sợ hãi. Đột nhiên con mắt thứ ba nóng cháy hiện ra trên trán Shiva, xua tan bóng tối. Lửa từ con mắt ấy vọt ra chiếu sáng chói chang toàn cõi Hymalaya. Parvati bàng hoàng sửng sốt. Sau đó, Shiva tội nghiệp cho sự đau khổ của nàng nên đã phục hồi lại vẻ đẹp của các ngọn núi như cũ.

## Sách tham khảo
- Basham, A. L. (1954). The Wonder That Was India: A Survey of the Culture of the Indian Sub-Continent Before The Coming of the Muslims. New York: Grove Press, Inc.
- Courtright, Paul B. (1985). Gaṇeśa: Lord of Obstacles, Lord of Beginnings. New York: Oxford University Press. ISBN 0-19-505742-2.
- Flood, Gavin (1996). An Introduction to Hinduism. Cambridge: Cambridge University Press. ISBN 0-521-43878-0.
- Flood, Gavin (Editor) (2003). The Blackwell Companion to Hinduism. Malden, MA: Blackwell Publishing Ltd. ISBN 1-4051-3251-5. {{Chú thích sách}}: |first= có tên chung (trợ giúp)
- Grimes, John A. (1995). Ganapati: Song of the Self. SUNY Series in Religious Studies. Albany: State University of New York Press. ISBN 0-7914-2440-5.
- Jansen, Eva Rudy (2003). The Book of Hindu Imagery. Havelte, Holland: Binkey Kok Publications BV. ISBN 90-74597-07-6. Eighth printing; First published 1993.
- Radhakrishnan, Sarvepalli (Editorial Chairman) (1956). The Cultural Heritage of India. Calcutta: The Ramakrishna Mission Institute of Culture. Second edition, four volumes, revised and enlarged, 1956 (volume IV).
- Winternitz, Maurice (1972). History of Indian Literature. New Delhi: Oriental Books Reprint Corporation. Second revised reprint edition. Two volumes. First published 1927 by the University of Calcutta.
- Zimmer, Heinrich (1972). Myths and Symbols in Indian Art and Civilization. Princeton, New Jersey: Princeton University Press. ISBN 0-691-01778-6.